# Narodniki
 (janvier 2018).
Si vous disposez d'ouvrages ou d'articles de référence ou si vous connaissez des sites web de qualité traitant du thème abordé ici, merci de compléter l'article en donnant les références utiles à sa vérifiabilité et en les liant à la section « Notes et références ».

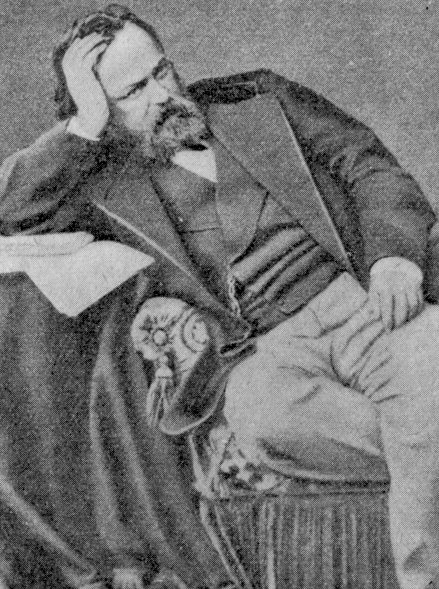
Alexander Herzen.

Narodniki (en russe : народники ; en français : « ceux du peuple ») est le nom d'un mouvement socialiste agraire actif de 1860 à la fin du XIXe siècle fondé selon les marxistes par des populistes russes.

## Contexte politique
Influencés par les écrits d'Alexandre Herzen et de Nikolaï Tchernychevski, dont les convictions ont été affinées par Piotr Lavrov et Nikolaï Mikhaïlovski, les narodniks ont adapté la doctrine socialiste aux conditions russes. Ils ont envisagé une société dans laquelle la souveraineté reposerait sur de petites unités économiques autonomes rassemblant les communes de village et liées dans une confédération remplaçant l'État. 
Les Narodniks sont allés pour la première fois dans un village en 1874, propager leur doctrine et effectuer de l'éducation populaire parmi les paysans, mais ils ont été rejetés[réf. souhaitée] ou ont subi de la répression policière.
Ce mouvement était, selon plusieurs sources, détesté par Vladimir Ilitch Lénine[Information douteuse]. Celui-ci a néanmoins rendu hommage aux origines du mouvement dans Que Faire ? en saluant comme son « grand mérite historique » sa capacité conspirative et sa souplesse politique, tout en critiquant son évolution ultérieure et sa théorie "au fond, nullement révolutionnaire".

## Terrorisme
En 1876, ils se sont transformés en société secrète, connue sous le nom de Terre et Liberté, pour favoriser un soulèvement révolutionnaire de masse. Expulsés de la campagne par la police, ils sont bientôt dominés par l'aile terroriste du mouvement formée en 1879, sous le nom de Narodnaïa Volia, responsable de plusieurs assassinats politiques ; en 1881 plusieurs membres de ce groupe, notamment Andreï Jéliabov et sa compagne Sofia Perovskaïa qui lui succédera après son arrestation, ont organisé l'assassinat de l'empereur Alexandre II en mars 1881. Sofia Perovskaïa sera arrêtée quelques jours plus tard. Les conjurés seront jugés et condamnés à mort pour régicide et pendus en place publique le 1er avril 1881.

## Continuation
En 1901, le parti Socialiste Révolutionnaire (SR) a été fondé en tant que continuateur du mouvement des narodniks.